# Andělská Hora (Chrastava)
Andělská Hora (německy Engelsberg) je vesnice, část města Chrastava v okrese Liberec v Libereckém kraji. Nachází se asi dva kilometry jihozápadně od Chrastavy. Andělská Hora leží v katastrálním území Andělská Hora u Chrastavy o rozloze 3,62 km².

## Historie

### Osidlování do 15. století
V okolí Lužické Nisy by měli být prvními obyvateli Keltové. Důkazy o jejich přítomnosti ale nejsou. Příchod prvních Slovanů do této oblasti mohl nastat teprve až během 6. století a stálé osídlení této oblasti začíná až během 11.–12. století, kdy se zde usadili Milčané. Živili se zde rybolovem na řece Nise, lovem, včelařstvím a zemědělstvím. V roce 1081 bylo míšenské markrabství rozděleno do provincií a území dnešní Andělské Hory začalo spadat pod území zvané Záhvozdí. Němečtí kolonisté začali na toto území pronikat až od poloviny 13. století. Především český král Přemysl Otakar II. pozval do této doby řídce osídleného slovanského kraje německé osadníky hlavně tedy zkušené horníky. Učinil tak, protože chtěl zúročit nerostné bohatství, které nabízely okolní hory. Nové německé vesnice byly zakládány podle zákupního práva (emfyteuze) lokátory, kteří tyto nové osady pojmenovávali. Koncem 14. století již bylo více německých osadníků než původních slovanských.
Toto území mělo i obchodní význam. Procházela tudy cesta z vnitrozemí království do Saska a dále až k Baltu. Na ochranu této obchodní cesty vznikly v okolí tři hrady: Hamrštejn, Grabštejn a Roimund. Andělskou Horu spolu s velkým množstvím dalších obcí založili majitelé Grabštejna a Roimundu Donínové.

### Novověk
První písemná zmínka o vesnici pochází z roku 1547. Andělská Hora se stala v století 16. střediskem těžby a vystřídala tak Panenskou Hůrku, která byla střediskem těžby v 15. století. Ve 20. letech 16. století byla vydána listina poprvé jmenovitě zaznamenávající Andělskou Horu. Tato listina souvisela s migračním přílivem ze Saska, Slezska, Švábska, Durynska a dalších území do této oblasti. Co se týče původu jména vesnice, Engelsberg je podle legendy odvozeno od horníka jménem Engel, který si prý na místě, kde později stál Panský dům, jako první postavil dům. Podle jiné teorie je Andělská Hora pojmenována podle archanděla Michaela, který měl držet nad městečkem ochranou ruku. Tato teorie se jeví jako pravděpodobnější.

#### Horní svoboda
Horní svobodu získala Andělská Hora od synů Mikuláše II. z Donína po jeho smrti. Vydali ji v době prvního stavovského povstání proti Habsburkům 18. května 1547. Důvody vydání horní svobody mohly být dva. Buďto kvůli vyčerpanosti zdrojů, která měla za následek stagnaci těžby nebo právě naopak kvůli vzrůstu obce zapříčiněném zmiňovanou migrační vlnou. Pravděpodobnější možností je ta první zmíněná.
Horní svoboda měla zabránit odchodu těžařů do bohatších hornolužických měst. Lákadly pro těžaře mělo být čtrnáctileté osvobození od placení poplatků vrchnosti pro těžaře, kteří otevřou nové doly, dvouroční osvobození od dvouletého nuceného prodávání kovů Donínům, volný pohyb pro horníky s jejich rodinami a zaručení, že se na horníky nebude vztahovat pravomoc dědičné vrchnosti. Andělská Hora také získala právo samosprávní, ekonomické, svrchované právo na železnou rudu a vápenec a právo várečné, které bylo v raném novověku velmi významné. Byla zde také horní samospráva v čele s hormistrem a vlastní horní soud, kterému podléhalo obyvatelstvo Andělské Hory. Podle zákona byly veškeré úpravy rud výsadou pozemkového pána a horníci mohli rudy pouze těžit. Z těchto zákonů je jasné, že horní svoboda byla vyhlášena hlavně s vidinou zisku z těžby.
Horníkům se samozřejmě nelíbilo, že museli vytěženou rudu prodávat vrchnosti za nižší ceny než doposud. Nepomohlo tomu ani zvýšení cen surovin potřebných k úpravě kovů. Stížnosti se dostaly až k českému místodržícímu arcivévodovi Ferdinandovi, který ovšem podpořil Doníny a horní svobodu zanechal ve stejném znění beze změn. Horníci si postupem času zvykli. Ani horní svoboda nezabránila stagnaci těžby, která pramenila z vyčerpání dolů. Krize se týkala i Panenské Hůrky a dalších horních míst na grabštejnském panství, což vedlo k majetkovému úpadu Donínů, a nakonec v roce 1562 následoval prodej celého grabštejnského panství.

#### Střídání vrchností
Grabštejnské panství od Donínu zakoupil Jiří Mehl ze Střelic. Jiřímu se díky finanční situaci rodiny dostalo dobrého vzdělání a stal se dokonce německým místokancléřem. Mehl značně investoval do dolů, preferoval však pouze znovuotevírání starých dolů, a nikoliv zřizování dolů nových. Staré doly měly ale špatné větrání, což vedlo až k zbytečným úmrtím udušením horníků. V 60. letech navíc odmítli grabštejnští poddaní robotovat. Malý výnos z těžby vedl k hladomoru mezi lety 1568 a 1571. Mehl také porušoval andělohorskou dolní svobodu, což vedlo k odchodu některých těžařů. Roku 1576 došlo k povstání proti Mehlovi, kterého se ovšem obyvatelé Andělské Hory neúčastnili. Jejich neúčast byla zapříčiněna tím, že Mehl i přes neideální situaci podporoval obyvatele Andělské Hory více než např. obyvatele Hrádku nad Nisou a Panenské Hůrky, kteří se naopak povstání účastnili. Roku 1576 povstalci zablokovali přístup do Andělské Hory a dalších městeček loajálních Mehlemu a hrozili jim vypálením a zničením. Někteří obyvatelé se po výhrůžkách přidali na stranu povstalců. Místní obyvatelé M. Scholtz a B. a J. Freiwaldové posílali Mehlemu výhružné dopisy s pečetí Andělské Hory. Povstání bylo tak velké, že Rudolf II. svolal na jeho potlačení krajskou hotovost a vojenskou pomoc z Lužice. Povstání se povedlo potlačit a Freiwald se společníky byl pouze vykázán z panství.
Stejného roku nechal Rudolf II. vyšetřit situaci nespokojených těžařů a došel k závěru, že na odpor měli právo. Mehla nařkl z porušování ustanovení ze smlouvy Narovnání o kovy. Mehl proto 24. srpna roku 1584 vydal novou andělohorskou horní svobodu, kterou chtěl horníky uklidnit. Tato nová horní svoboda byla ale pro havíře spíše naopak nevýhodná, např. popírala ustanovení donínské svobody o neplacení desátku z nových dolů po dobu 14 let, doba se zkrátila o 8 let na 6 let. Mehl ovšem do nové andělohorské svobody zařadil některé články z Narovnání kovů z roku 1575, čímž se bránil nařčení, že porušuje ustanovení. Tato horní svoboda vycházela ze zásad jáchymovského horního řádu stejně jako první, ale odlišovala se s úmyslem zisku nutného kapitálu pro doly. Nejen již zavedené doly byly osvobozené od desátku na 6 let, ale i doly již existující byly nově od desátku osvobozeny na dobu 3 let. Stejně jako Donínové si Mehl listinou vyhradil právo nuceného prodeje vytěžených kovů. Mehl si také zajistil desátek z drahých a barevných kovů, čímž ovšem porušil jáchymovské právo. Kvůli porušování královského horního práva byl Mehlovi se souhlasem Rudolfa II. odebrán zisk z neoprávněných příjmů. Mehl byl navíc potrestán nuceným prodejem grabštejnského panství, Mehl ovšem na prodeji rozhodně neprodělal.
Panství koupil roku 1586 potomek významného rodu ze Štýrska Ferdinand Hoffman z Grynpichlu. Ferdinand byl dokonce ve funkci prezidenta dvorské komory. Zajímavostí je, že jeho manželkou byla potomkyně rodu Donínů Alžběta z Donína. Na grabštenjské panství se tedy vrátil potomek rodu původních majitelů. Za doby vlády tohoto páru se v Andělské Hoře přešlo od těžby drahých a barevných kamenů k těžbě železné rudy, díky které na krátkou dobu rozkvétalo místní železářství. Rozkvět řemesla ale neměl dlouhého trvání, jelikož na konci 16. století přišla morová rána, která měla za následek vylidnění městečka.
Roku 1607 Ferdinand Hoffman zemřel a Alžběta z Donína, které po smrti jejího manžela připadlo grabštejnské panství, se znovu vdala roku 1610 za protestanta Jana z Černhauz, kterému nakonec připadlo celé panství po smrti Alžběty pouhý rok po jejich svatbě. Byť byl Černhauz evangelík, stavovského povstání se aktivně neúčastnil, díky čemuž se vyhnul pobělohorské konfiskační vlně. Než roku 1622 zemřel, odkázal statky svému synovci Janu Bedřichovi Františkovi z Černhauz, jehož poručníkem byl jeho bratr David. Černhauzovi sice Grabštejn patřil, ale jelikož byl protestant, nemohl na něm pobývat. Černahuz vpadl do Čech se Sasy roku 1631, ale již následující rok byli Sasové vytlačeni Albrechtem z Valdštejna a Grabštejn byl Černhauzovi zkonfiskován.
Druhá polovina třicetileté války výrazně poznamenala celý kraj. Bylo to díky příslušnosti k Frýdlantskému vévodství Albrechta z Valdštejna. Po jeho smrti připadlo grabštejnské panství po soudu znovu Černahauzovi. Po Černhauzově smrti se panství dostalo do rukou Adama Matyáše z Trauttmansdorffu. Tomu panství patřilo až do roku 1704. Zbytek Frýdlantského vévodství byl rozdělen mezi důstojníky, kteří se zasloužili o smrt Valdštejna. Ti ovšem nebyli schopni bránit panství před Švédům. Střety Švédů a císařského vojska měly za následek to, že místní obyvatelstvo začalo opouštět své usedlosti. Úbytek místního obyvatelstva měla na svědomí i násilná rekatolizace, kvůli které se mnoho protestantských obyvatel raději usadilo v sousedních státech. Po třicetileté válce byla tedy většina místních měst a městeček včetně Andělské Hory vylidněna. Třicetiletá válka zapříčinila Andělské Hoře pokles z městečka na ves a zánik důlní činnosti. Na další prosperitu si Andělská Hora musela počkat desítky let.
Konec 17. století byl spojen s velkou neúrodou a s tím přišlo i velké zdražení obilnin. Tato situace trvala až do roku 1694, kdy tato krize dosáhla vrcholu. Na konci 17. století zemřel místní rychtář Zedlitz,  konkrétně 17. prosince 1688 ve věku 92 let. Jeho náhrobní kámen na andělohorském hřbitově patřil k těm nejstarším až do jeho násilné likvidace. Rychtář se po jeho smrti stal jeho syn Baltazar. Baltazar již ovšem v té době také nebyl nejmladší, a proto zemřel o rok později a na jeho místo nastoupil nový rychtář.

#### Po odkoupení rodem Gallasů
Nejvýznamnější událostí začátku nového století byla rozhodně změna grabštejnské vrchnosti. Panství totiž koupil roku 1704 hrabě Jan Václav Gallas, který byl už v té době majitelem sousedního Liberce a Frýdlantu. Jan proslul jako vynikající habsburský diplomat a plnil roli velvyslance v Anglii, Nizozemí, a i ve Vatikánu. Vrcholem jeho kariéry bylo jmenování neapolským místodržícím. Jan kvůli svým diplomatickým povinnostem neměl moc času na správu svých velkých panství. Prakticky vládcem jeho panství se stal správce Kristián z Platz a Ehrentalu, který byl hospodářský velmi schopný, ale k poddaným velmi krutý. Gallas právě prostřednictvím Platze zřídil roku 1712 mlýn na nucené práce pro Andělskou Horu. Mlýn se v 18. století stal místem úmrtí Gustava Neumanna a Elisabeth Kreschelové, kteří se utopili ve vodě poblíž mlýnské hráze.
Roku 1725 převzal zděděná panství Janův syn, Filip Josef z Gallasu, který byl posledním mužským potomkem rodu Gallasů. Zemřel 23. května 1757 v Českých Budějovicích, když se snažil uniknout sedmileté válce. Dědicem majetku Gallasů se stal jeho synovec Kristián Josef z Clamu. Aby mohl zdědit rozsáhlý majetek musel Kristián splnit jednu podmínku. On i jeho potomci měli nést jméno a znak rodu Gallasů. Panství se tedy stalo majetkem rodu Clam-Gallasů, a to až do konce druhé světové války.
Na přelomu 30. a 40. let[kdy?] uhodila těžká zima, která se táhla od konce října až do poloviny dubna. Tato zima rozhodně nepřispěla zemědělské situaci. Brambory se zde začaly pěstovat v roce 1759. Brambory se staly nejobvykleji pěstovanou surovinou místních zemědělců a nezůstalo tomu tak pouze zde. Brambory, také přezdívané “podzimní jablka“, se rozšířily do Liberce, kde se postupně také staly velmi oblíbené.
Válka o dědictví rakouské, která nastala po nástupu Marie Terezie na trůn, zasáhla i grabštejnské panství, a to konkrétně v letech 1741, 1744 a 1745, kdy sem vpadli Prusové. Mírový stav z roku 1748 dlouho nevydržel a v roce 1757 Prusové opět vpadli do místního regionu a ve zdejším okolí bylo dokonce na 22 000 pruských vojáků.
Druhá polovina 18. století znamenala pro Andělskou Horu dobu velkého rozvoje spojeného s koncem válečného období. Andělská Hora se postupně stala významným regionálním centrem bílení látek. Vzniklo zde šest bělidel a jedna valchovna na bílení plátna a příze. Andělohorská valchovna stála poblíž mlýna a při číslování domů obdržela čp. 1. Stavitelem valchovny byl Josef Krause. V domě čp. 40 bylo nejdéle sloužící bělidlo, ze kterého se postupně stala továrna na sukno. Na bělící účely se hodil i rybníček na návsi, který měl původně sloužit spíše jako požární nádrž, jelikož všechny domy byly postavené ze dřeva. Dokladem rozvoje je také údaj uvádějící 258 obyvatel žijících v Andělské Hoře v roce 1713 a následně 618 obyvatel v roce 1843. Počet domů se za tu dobu také téměř zdvojnásobil.
Při velkém úspěchu v odvětví bělení se pokusil hrabě Kryštof Kristián Clam-Gallas znovu nastartovat i hornický průmysl v Andělské Hoře. V roce 1773 hrabě předložil Nejvyššímu mincovnímu a hornickému úřadu v Čechách žádost o prozkoumání starých dolů na grabštejnském panství. Úkolem byl pověřen tehdejší kutnohorský horní hofmisrt Josef Jan Čapek. Inspekci prováděl v září a říjnu 1773 v ještě existujících starých šachtách. Ve starých šachtách hledal přítomnost stříbra a mědi. Došel k závěru, že rudné doly poskytují jen velmi nepatrné množství stříbra, mědi a olova. Doporučil ale otevřít doly nové, díky nimž by se dalo narazit na ušlechtilejší horniny. Na základě jeho správy přestala vrchnost usilovat o opětovné pozdvižení dolování. Čapek tedy obnovu dolování pro značnou nestabilitu nedoporučil. Hrabě i přesto věnoval bývalým horním městečkům 3000 zlatých na pokus o obnovení těžby. Po čtyřech letech snažení se ovšem ukázalo, že rudné žíly jsou skutečně velmi slabé a výsledek byl neuspokojivý.
V únoru roku 1781 vypuklo v Andělské Hoře několik požárů krátce po sobě. Tyto požáry přivedly dvě rodiny na mizinu a v dalších dvou případech se naštěstí oheň podařilo včas uhasit. Ve všech případech požárů bylo zřejmé, že byly založeny úmyslně. Původce těchto požárů se však nejprve nedařilo zjistit. Požáry se týkaly hlavně rodiny Quisserovy, které nejdříve shořel jejich vlastní dům a poté vznikaly požáry v rodinách, kam Quisserovi vzali, aby měli kde bydlet. Nakonec byla obviněna dvanáctiletá Beata Quisserová, která byla několikrát spatřena na místech požárů, těsně před jejich vypuknutím. Beata u soudního procesu vypovídala o černém muži, který ji prý v noci ve snu navštěvoval a nutil ji k zapálení vlastního domu, což musela přes odpor učinit. S tímto problémem se nikdy nedokázala svěřit matce, a vždy když hořelo, dokázala se jen smát. Beatin osud po soudním procesu zůstává nejasný.
V roce 1781 Josef II. vydal toleranční patent, který neovlivnil výhradní zastoupení katolíků v Andělské Hoře. Povinnost roboty zde nadále zůstávala, majetnější obyvatelé se však mohli z povinnosti vyplatit dvanácti korunami na den. V roce 1788 došlo k propuštění posledního dědičného rychtáře J. F. Herknera. Byla tomu tak učiněno z důvodu nesrovnalosti ve správě peněz pro chudé a svěřence. Novým rychtářem se stal Andreas Breuer, který po Herknerovi převzal i vedení pivního a vinného výčepu. Breuer bydlel v domě čp. 6, kterému se od doby kdy se stal rychtářem začalo říkat šenk.

### Devatenácté a dvacáté století
Roku 1806 se dva místní obyvatelé pokusili o znovu obnovení těžby. Franz Krause se synem po dobu dvou let pracovali ve starých šachtách, ale ukázalo se, že Čapek měl pravdu a již zde nebylo téměř nic k vytěžení. Jejich výdaje činili 1400 zlatých. 1000 zlatých získali obecní sbírkou a zbytek jim byl poskytnut vrchností. Obyvatelům Andělské Hory opravdu záleželo na obnově těžby, což jde poznat i z toho, že na 1000 zlatých se složilo 464 obyvatel. V obci v té době stálo 94 domů a 6 bělidel s jednou bělící valchovnou.
Za období Napoleonských válek došlo k poslednímu velkému rozkvětu bělení v Andělské Hoře. Poté v třicátých letech 19. století nastal značný úpadek a hrozil úplný zánik tohoto odvětví v Andělské Hoře. Kvůli povodním na konci padesátých let utrpěl bělič Herkner tak velkou škodu, že se dostal do obrovských finančních potíží. Herkner kvůli finančním problémům spáchal sebevraždu a v roce 1868 byla zastavena činnost posledního bělidla v Andělské Hoře.
Koncem roku 1859 začala výstavba železniční tratě z Liberce do Žitavy. Kvůli stavbě této železnice byly v Andělské Hoře zbouráno několik domů a vybudovány byly tři strážní domky. V této době ovšem ještě v Andělské Hoře zastávka nebyla, zřídila se tu až v roce 1905. V šedesátých letech 19. století železnici poškodily sesuvy půdy u revírů bývalých dolů, které patřili k revíru Andělské Hory.
V 60. došlo k dalšímu pokusu využití přírodního bohatství v okolí. V roce 1864 byl na úpatí Ovčí hory založen lom na vápenec. Lom byl ovšem zanedlouho kvůli své nevýdělečnosti uzavřen. V roce 1868 navíc vyhořel mlýn stojící na břehu Nisy.
Prusko-rakouská válka zasáhla i do dějin Andělské Hory. Několik mužů bylo odvedeno do rakouské armády a během války zde bylo ubytováno na 5000 pruských vojáků.
V letech 1910–1912 byla postavena elektrárna, která měla zásobovat Liberec i s okolními obcemi. Vedle elektrárny byly postaveny čtyři obytné domy pro pracovníky. Uhelný sklad pro elektrárnu byl zásobován několikrát denně z chrastavského nádraží. Vedle elektrárny byla zřízena nádrž sloužící k chlazení vody pro kondenzátory. Andělohorští obyvatelé také pracovali ve vodárně pod Hamrštejnem nebo v textilním podniku v Chrastavě.

### Světové války
V Andělské Hoře měla první světová válka podobný dopad jako v mnoha jiných obcích. Přirozeně byli odvedeni muži do války. Byl zde nedostatek jídla, a proto byly zřízeny potravinové lístky. Ani oblečení nebyl dostatek a výroba nového nepřipadala v úvahu. Všechno vyráběné oblečení putovalo na frontu pro vojáky. Školní výuka ovšem probíhala v plném rozsahu, a to i přesto, že děti museli také pomáhat ve výrobě oblečení pro vojáky. Již zmíněnou potravinovou krizi se naštěstí podařilo částečně zažehnat dobrou úrodou brambor v roce 1917.
Na podzim roku 1918 sudetští Němci odmítali začlenění do Československé republiky a vyhlásili tak proto samostatné provincie, které se měly připojit k uvažovanému Německému Rakousku nebo k Německu samotnému. Andělská Hora spadala do provincie Deutschböhmen, která měla v centru Liberec. Provincie ovšem neměly dlouhého trvání. 14. prosince dobylo československé vojsko Liberec a do koce roku obsadilo vojsko celé Sudety.
Koncem třicátých let došlo ke stavbě pohraničního opevnění, kvůli hrozícímu nebezpečí. Začátkem roku 1938 byla zahájená výstavba bunkrů na Ovčím a Dlouhém vrchu. Pohraniční pás byl 21. května obsazen československou armádou. Obyvatelé Andělské Hory se nemohli dostat do Liberce, kde mnoho z nich pracovalo, kvůli zátarasům postavených armádou a vynechávání vlakových spojů. Po mnichovské dohodě přijeli 1. října do Andělské Hory k barikádě dva důstojníci se zástupci chrastavské SDP a již příštího dne došlo k úplnému vyklizení armády. Po ustanovení mnichovské dohody se Andělská Hora společně s celými Sudety dostala pod Třetí říši. V Andělské Hoře byli ubytováni příslušníci 4. roty 102. pluku. Vojáci měli být původně ubytováni v místní továrně, ale ve většině případů jim nabídli ubytování místní obyvatelé.
Chrastavu navštívil 6. října Adolf Hitler, a poté 2. prosince zde projížděl vlakem. V obě tyto příležitosti obyvatelé Andělské Hory samozřejmě využili a šli Hitlera také přivítat. Z Andělské Hory byly během války odvedeny desítky mužů. Za celou historii došlo k největším ztrátám na životech. Většina z místních 33 padlých zemřela na východní frontě v Sovětském svazu. Ne všichni obyvatelé spolupracovali s nově nastoleným režimem. Antifašisti Max Jahn a Franz Prade byli internováni do koncentračního tábora Buchenwaldu.
V roce 1944 utíkali z Berlína obyvatelé obávající se bombardování. Pár z nich se usadilo v Andělské Hoře. Při osvobozovacích bojích bylo zakázáno používat světla, kvůli možnému leteckému bombardování. Jedno americké letadlo dokonce shodilo bombu, která naštěstí nevybouchla. 8. května 1945 přijelo povozy na vlakovou zastávku asi 150 sovětských vojáků.

### 21. století
Srpnová povodeň roku 2010 zničila mosty a lávky na Jeřici, Lužické Nise a Vítkovském potoku. Místo zničené lávky v Andělské Hoře byl vystaven transbordér. Transbordér je upravená lanovka, která využívá k dopravě kabinku zavěšenou na kladkách. Transbordérem pohybují samotní cestující, kteří tahají za lano. Projekt pochází od architekta Martina Rajniše, který se inspiroval stavbou profesora Mirko Bauma. Ten podobný transbordér vybudoval v Porúří u říčky Niers roku 2003. Podle Rainiše může dřevěný transbordér při dobré údržbě vydržet i 40 let. Celá konstrukce byla zhotovena za pouhých 650 tisíc korun a postavena za pouhých 23 dní. První zkušební jízda byla zahájena v 10:10 10. 10. 2010. Transbordér je připraven i na další případnou povodeň. Kabinu je totiž možné vyzvednout kladkostrojem vzhůru. Celý systém kromě betonových základů je skladný a je možné ho kdykoliv podle potřeby přemístit a využít jinde.
Dne 15. března 2012 byla Chrastavě doručena petice 156 občanů pro obnovu rybníčku v Andělské Hoře. Předešlých 30 let byl rybníček pouhý vyschlý důlek. Původně se uvažovalo o zasypaní důlku. Petice podepsána 67 % dospělých obyvatel Andělské Hory ovšem rozhodla o dalším osudu rybníčku. Obnova rybníčku stála město pouhých 120 tisíc korun. Za pomoci jílu a fólie bylo utěsněno dokonale propouštějící dno, a především potřebnými opravami byl přiveden do rybníčku opětovný zdroj vody. 10. července 2013 se uskutečnilo slavnostní otevření rybníčku.
Za celou historii Andělské Hory zde nikdy nefungovala autobusová zastávka. Od roku 2014 probíhala jednání o zřízení zastávky na návsi v Andělské Hoře. Zastávka byla otevřena dne 1. září roku 2015. Na náves ovšem jezdí pouze minibus, kvůli obtížnému přejezdu kolejí, který by standardní autobus nezvládl. Ostatně na nevhodném železničním přejezdu ztroskotaly veškeré předchozí pokusy zřídit autobusovou zastávku přímo v Andělské Hoře. Město Chrastava uskutečnilo 31. října 2019 provizorní rekonstrukci přejezdu. Rekonstrukce ovšem nebyla dostačující a téhož roku byla podána žádost o zrušení autobusové zastávky, kvůli plánovanému zrušení minibusů v ČSAD Liberec. Po žádosti města Chrastavy rozhodl Krajský úřad Libereckého kraje, odbor dopravy, dne 8. listopadu 2019, o zamítnutí žádosti ČSAD Liberec, a.s. na zrušení zastávky.

## Obyvatelstvo
| Rok            | 1869 | 1880 | 1890 | 1900 | 1910 | 1921 | 1930 | 1950 | 1961 | 1970 | 1980 | 1991 | 2001 | 2011 | 2021 |
| -------------- | ---- | ---- | ---- | ---- | ---- | ---- | ---- | ---- | ---- | ---- | ---- | ---- | ---- | ---- | ---- |
| Počet obyvatel | 638  | 642  | 597  | 602  | 705  | 666  | 681  | 438  | 371  | 365  | 287  | 246  | 267  | 303  | 353  |
| Počet domů     | 90   | 100  | 92   | 92   | 98   | 108  | 112  | 109  | 109  | 80   | 68   | 74   | 80   | 88   | 103  |

## Obecní správa
Při sčítání lidu v letech 1850–1873 Andělská Hora byla osadou města Chrastava v okrese Liberec. V letech 1873–1960 byla samostatnou obcí, se kterým patřila nejprve do okresu Liberec, ale v roce 1950 v okrese Liberec-okolí a od roku 1960 opět v okrese Liberec. Od 1. července 1960 je opět částí města Chrastava v okrese Liberec.

## Doprava
Andělskou Horou prochází silnice II/592 a také železniční trať 089 z Liberce přes německou Žitavu do Varnsdorfu. Nachází se zde i železniční zastávka.
Přes Lužickou Nisu je mezi Andělskou Horou a libereckou částí Machnín místo mostu, zničeného při povodni v roce 2010, zprovozněn unikátní transbordér.

## Pamětihodnosti
- Kostel Panny Marie Sněžné
- Přírodní rezervace Dlouhá hora